# صلصة السمك

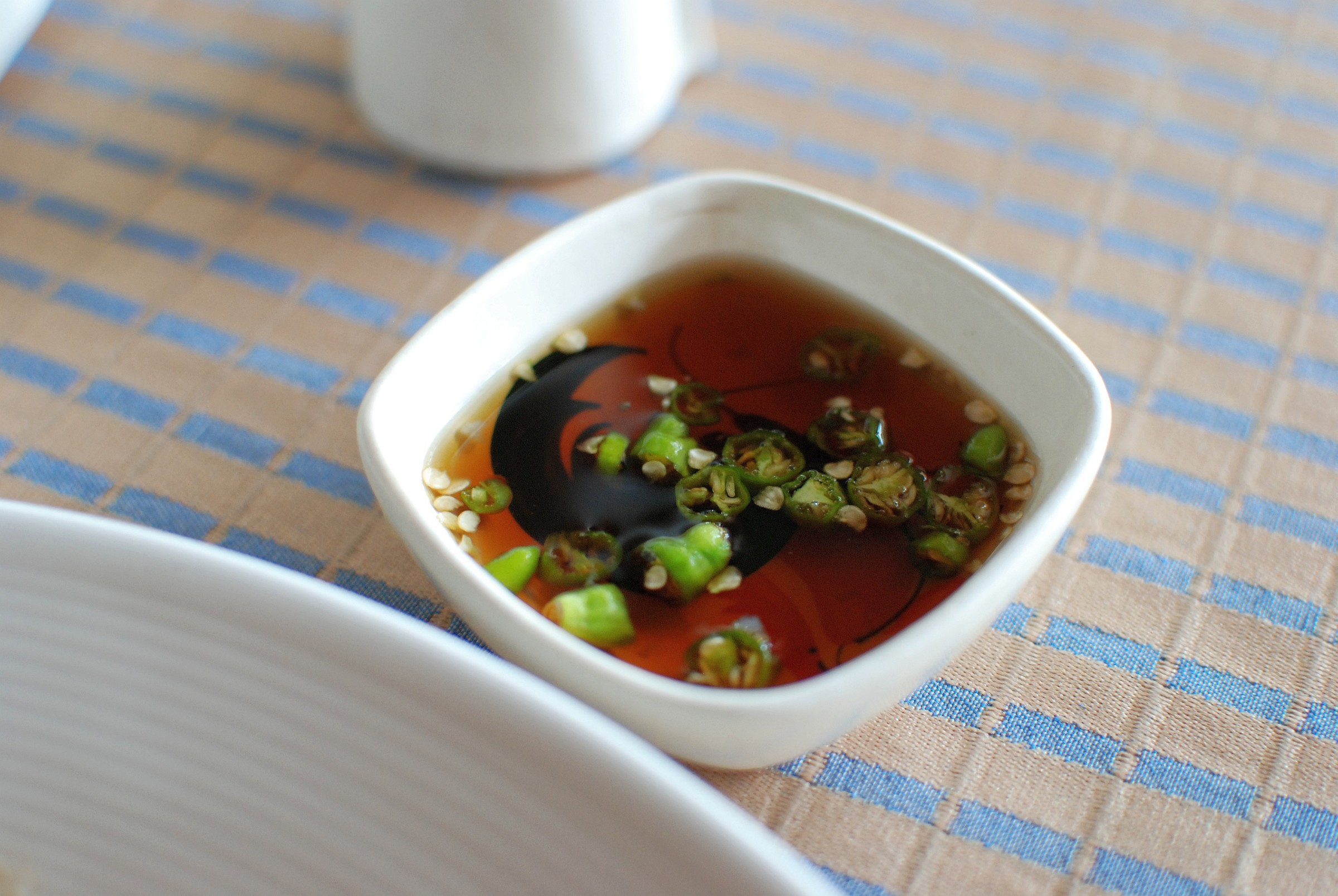
("الفلفل مع صلصة السمك") Phrik nam pla يتم تقديمه مع كل وجبة تايلاندية تقريبًا

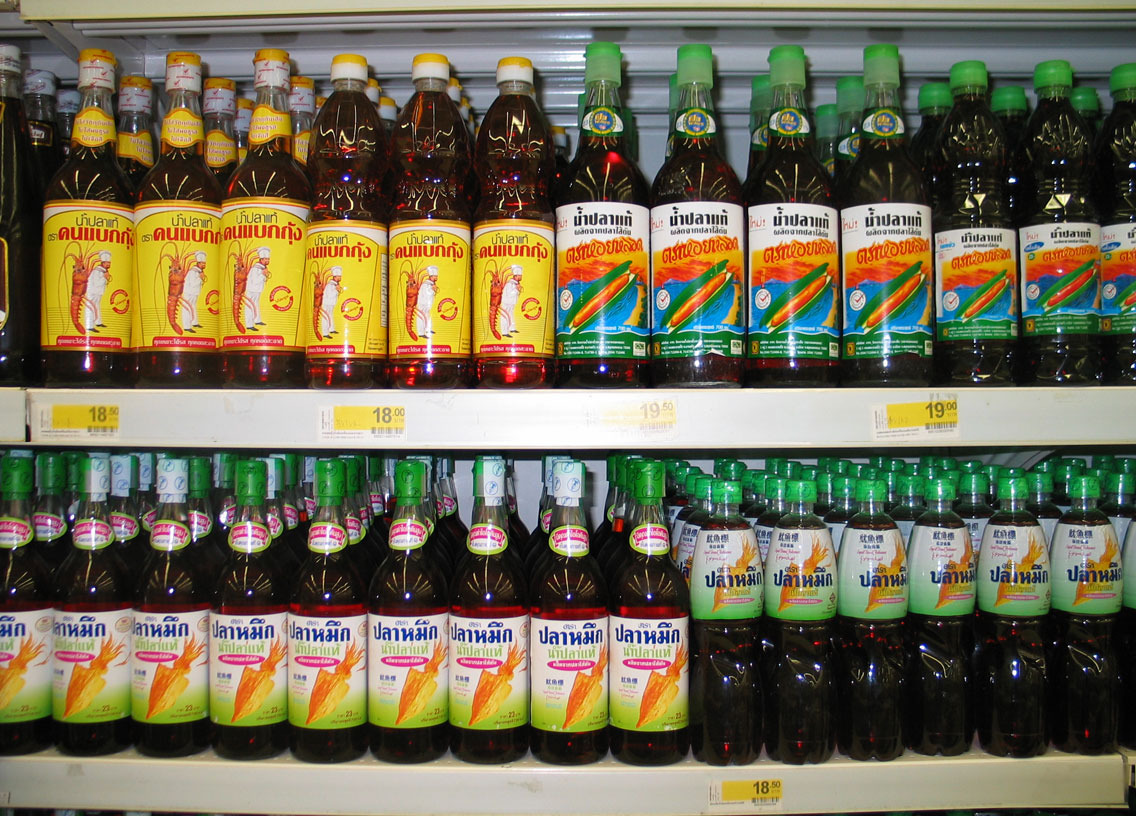
تشكيلة من صوص السمك المحضر في تايلاند

صلصة السمك (بالإنجليزية: Fish sauce)‏ هي بهار مصنوع من الأسماك المغلفة بالملح والمخمرة لمدد زمنية متفاوتة ما بين أسابيع إلى سنتين. تستخدم الصلصة كتتبيلة ومنكه أساسي في مختلف المأكولات في جنوب شرق وشرق آسيا، خاصة المطابخ الإندونيسية والطبخ البورمية والكمبودية والفلبينية والتايلاندية واللاوية والفيتنامية.
ونظرا لقدرتها على إضفاء نكهة أومامية لذيذة على الأطباق، فقد اعتنقها طهاة العالم.
تضاف صلصة السمك للأطباق كتوابل وتستخدم كقاعدة في صلصات الغمس. يرجع محتوى النكهة الأومامية في صلصة السمك إلى حمض الجلوتاميك. وتعد صلصة الصويا البديل النباتي لصلصة السمك.

## نبذة تاريخية
عبر التاريخ الصيني وقبل 2300 سنة تم تسجيل استعمال الصلصات المصنوعة من قطع السمك المخمر مع مكونات أخرى مثل اللحوم وفول الصويا المضاف إليها. خلال فترة حكم سلالة زو الصينية قديما، جرى استخدام الأسماك المخمرة بالملح كالبهارات التي تم فيها إدراج فول الصويا أثناء عملية التخمير. وبحلول عهد سلالة هان الحاكمة، تم استبدال هذه الوصفة بعجينة الصويا وصلصة الصويا كمكون ثانوي، وذلك باستخدام فول الصويا كمكون أساسي، مع الصلصات السمك المخمرة التي تتحول بشكل منفصل إلى صلصة سماك. قد تكون صلصة السمك، التي تدعى kôechiap في هوكيان الصينية، أو kecap في إندونيسيا هي ملهمة الكاتشب.
وبحلول عام 50-100 قبل الميلاد، انخفض الطلب بشكل كبير على معاجين الأسماك في الصين، حيث أصبحت منتجات الفاصوليا المخمرة سلعة تجارية رئيسية. ومع ذلك، اكتسبت صلصة السمك شعبية كبيرة في جنوب شرق آسيا. يقسم علماء الأغذية شرق آسيا إلى منطقتين منفصلتين للتوابل: جنوب شرق آسيا وتضم (فيتنام وتايلاند وكمبوديا) والتي تستخدم أساسا الأسماك المخمرة وشمال شرق آسيا (الصين وكوريا واليابان) والتي تستخدم الفاصوليا المخمرة أساسا. عادت صلصة السمك إلى الصين في القرنين السابع عشر والثامن عشر، حيث جلبها التجار الصينيون من فيتنام وكمبوديا إلى ساحل مقاطعتي غوانغدونغ وفوجيان الجنوبية.

## معرض صور

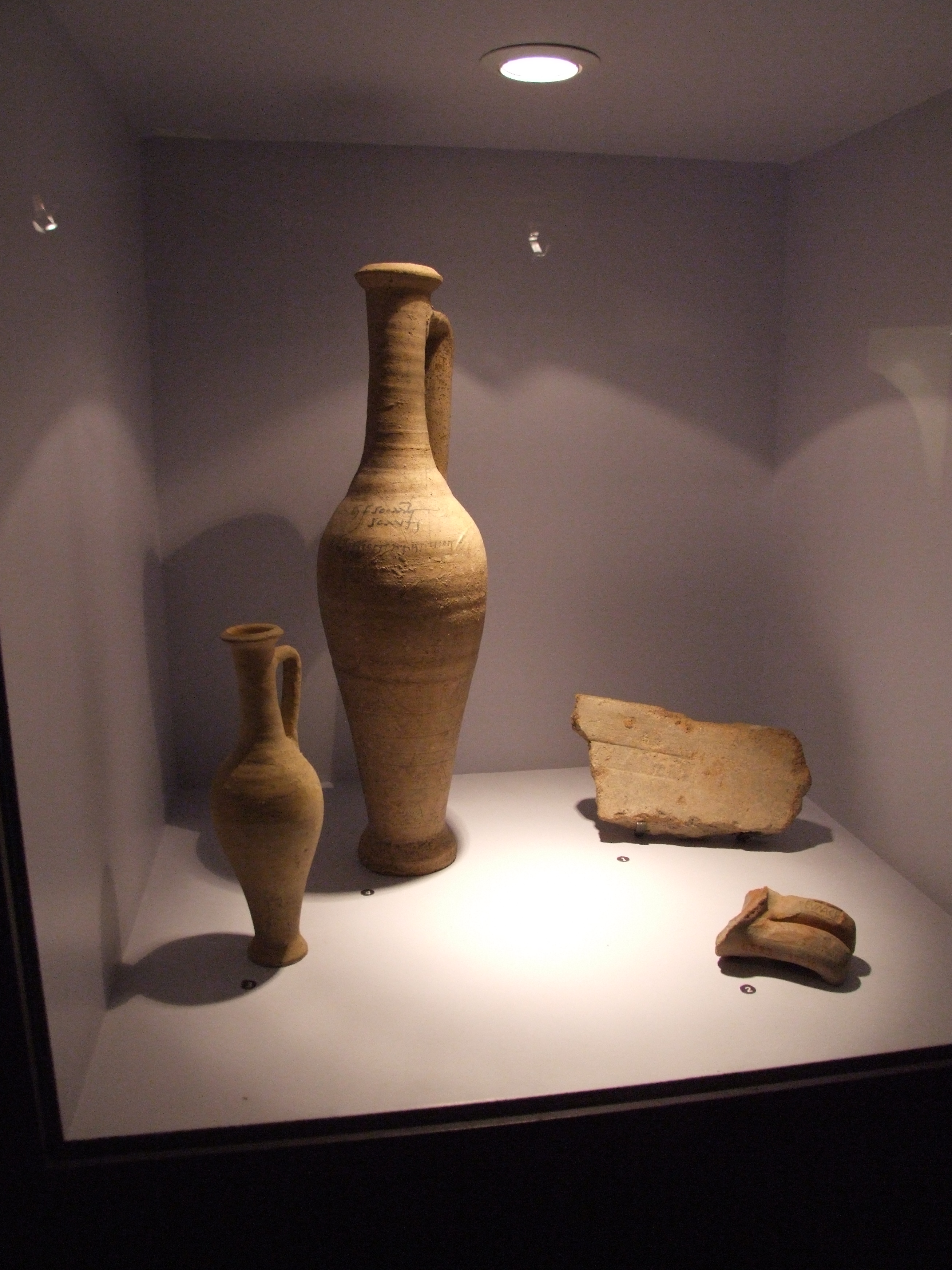
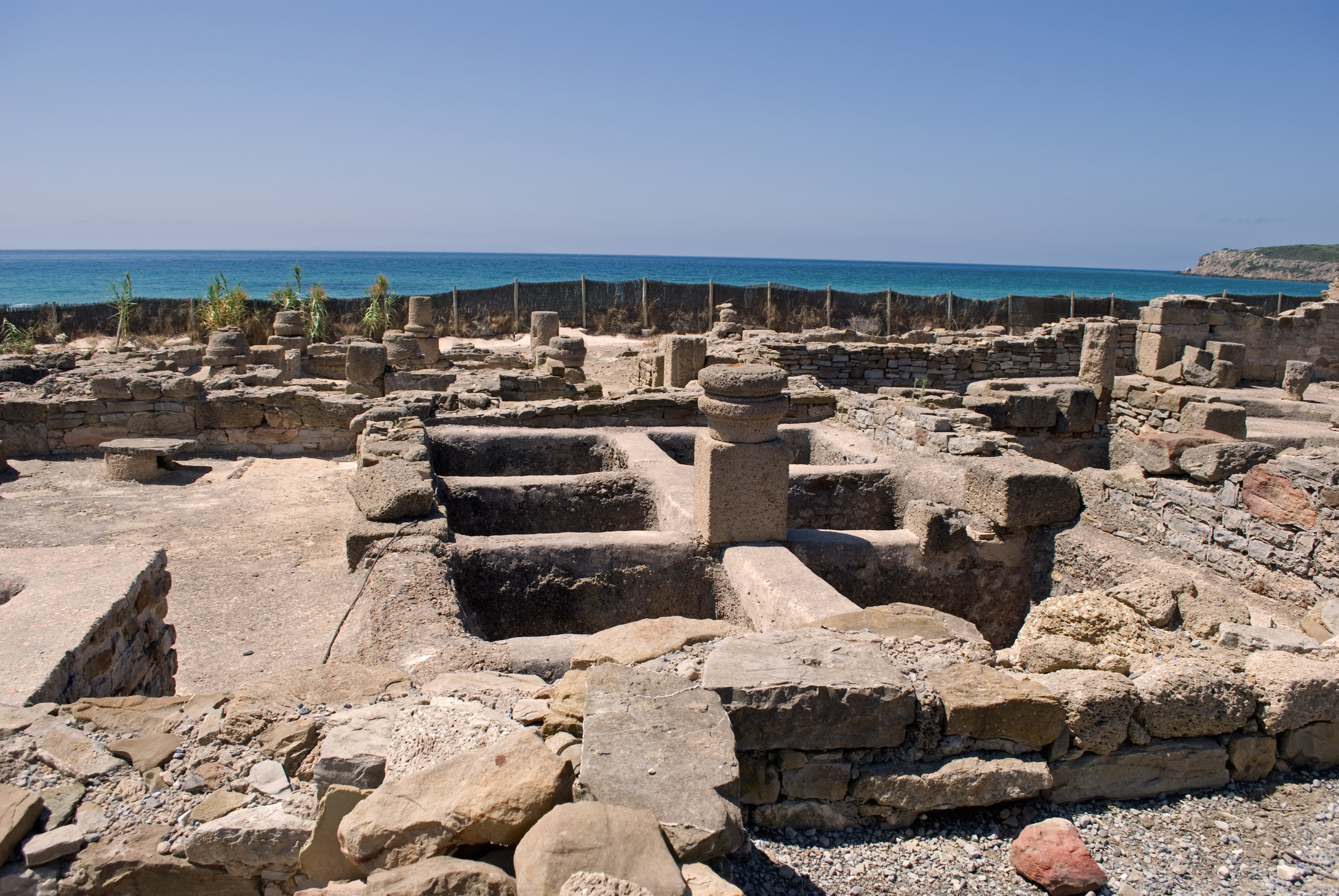
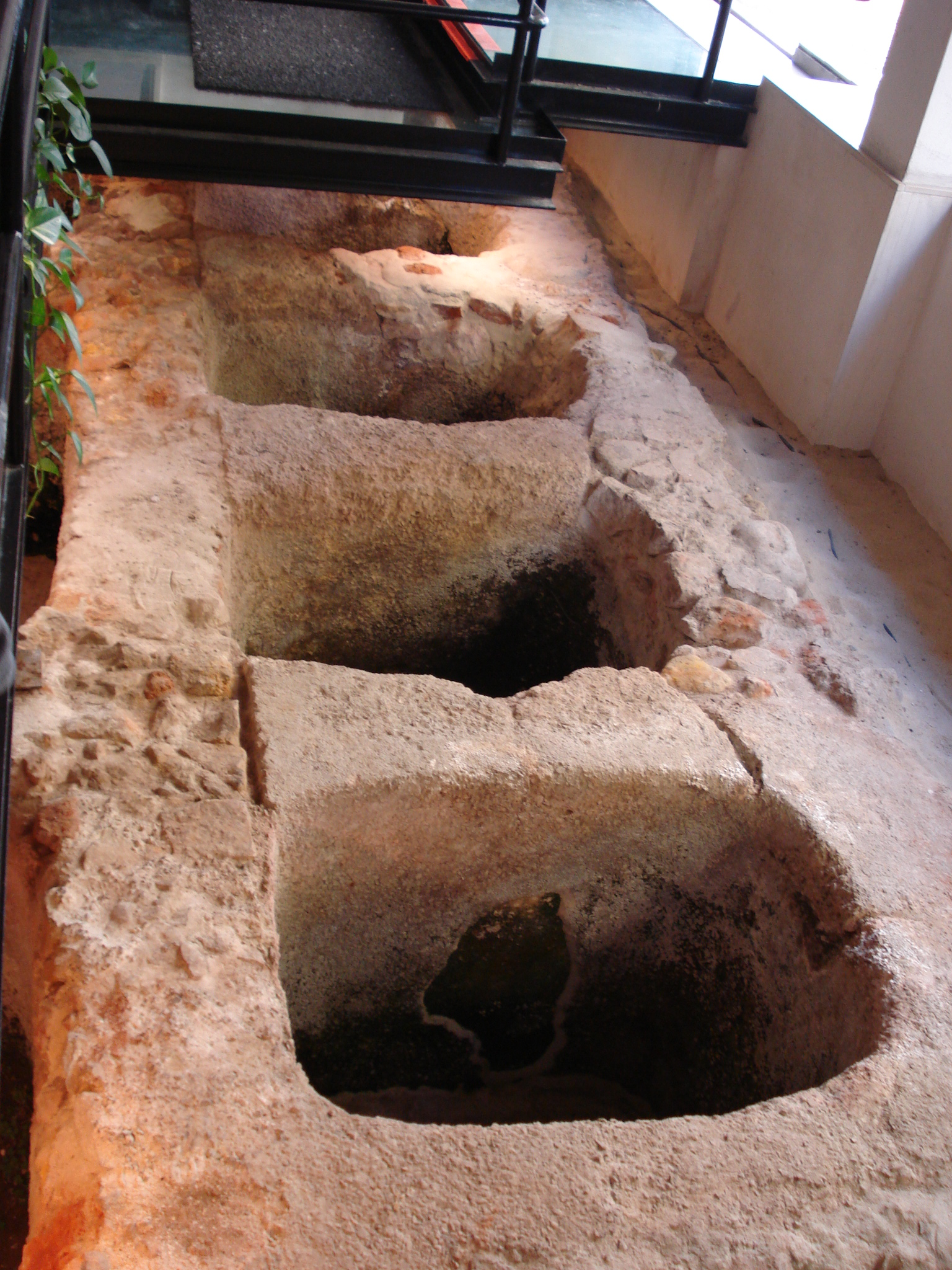